# الفضل بن الحسن الطبرسي
أبو علي الفضل بن الحسن الطبرسي المعروف بأمين الإسلام، من أبرز علماء الشيعة الإمامية في القرن السادس الهجري. له مصنفات كثيرة منها تفسير مجمع البيان الذي يعد من التفاسير المهمة عند الشيعة.

## حياته
ولد أمين الدين (أو أمين الإسلام) أبو علي، الفضل بن الحسن الطبرسي في مدينة مشهد سنة 468 أو 469 هـ ونشأ في بيت عرف أهله بالفضل والعلم. أخذ العلم من مشايخ عصره الأجلّاء حتى صار عالمًا شامخًا من أعلام الإمامية. وقد اشتغل في علم اللغة، والاشتقاق، والمعاني والبيان، والتاريخ، والحساب، والجبر والمقابلة، وله مؤلفات كثيرة.
نسب بعض المؤرخين الطبرسي إلى طبرستان، ولكن شكك بعض في ذلك على أن كان من طبرستان لكانت نسبه الطبري وليس الطبرسي. وقد نسبه البيهقي في كتابه إلى تفرش. و لأن كان البيهقي معاصرا للشيخ الطبرسي فقوله يرجح على الآخرين.
وفاته :
توفي الطبرسي في ليلة عيد الأضحي العاشر من ذي الحجة سنة 548هـ في سبزوار ثمّ نقل جثمانه إلى مدينة مشهد، ودفن جوار مرقد علي الرضا.

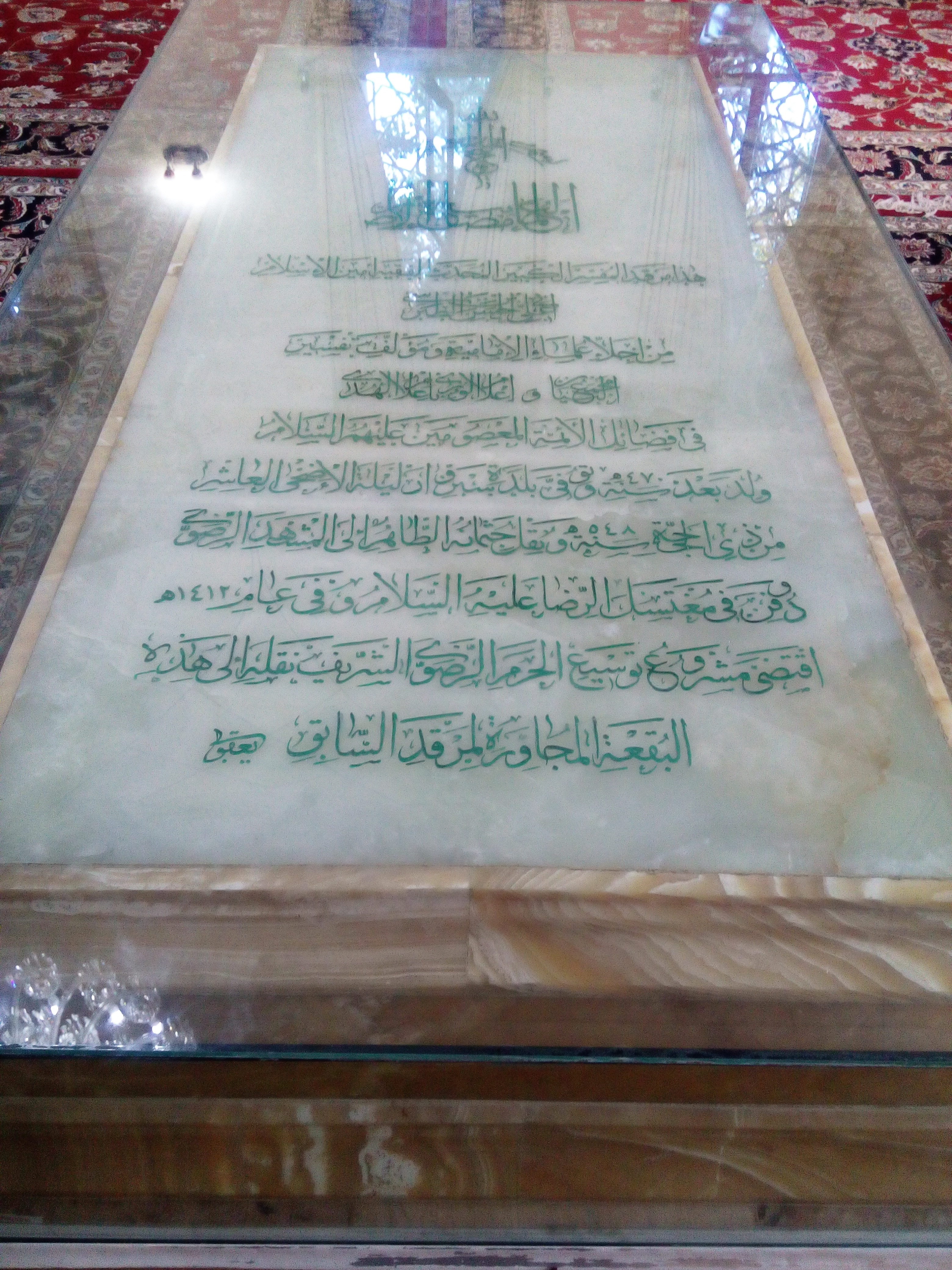
قبر الشيخ الطبرسي.

## أقوال العلماء فيه
- قال عنه الشيخ النوري الطبرسي صاحب مستدرك الوسائل: «فخر العلماء الأعلام، وأمين الملة والإسلام، المفسر الفقيه الجليل، الكامل النبيل.»
- وقال عنه الخوانساري في كتابه الروضات الجنات : «الشيخ الشهيد السعيد، والحبر الفقيه الفريد، الفاضل العالم، المفسر الفقيه، المحدث الجليل، الثقة الكامل النبيل.»
- قال عنه الشيخ أسد الله التستري في كتابه المقابيس: «أمين الإسلام للشيخ الأجل الأوحد، الأكمل الأسعد، قدوة المفسرين، وعمدة الفضلاء المتبحرين، أمين الدين أبي علي.»
- قال الحر العاملي في كتابه أمل الآمل عنه: « ثقة فاضل دين عين.»
- قال عنه العلامة المجلسي في كتابه بحار الأنوار:« ثقة فاضل دين.»
- قال عنه صاحب كتاب مجالس المؤمنين: «إن عمدة المفسرين أمين الدين ثقة الإسلام أبو علي الفضل … كان من نحارير علماء التفسير.»[5]
- قال عنه عباس القمي في كتابه الكنى والالقاب: « فخر العلماء الأعلام أمين الملة والإسلام … والمذعن بفضله أعداؤه ومحبوه الفقيه النبيه الثقة الوجيه العالم الكامل المفسر العظيم الشأن.»[6]
- قال عنه الشيخ منتجب الدين أبي الحسن علي بن عبيدالله بن بابويه الرازي في كتابه فهرست أسماء علماء الشيعة ومصنفيهم : «الشيخ الامام أمين الدين ابوعلي الفضل بن الحسن بن الفضل الطبرسي ثقة فاضل ديّن عين ، له تصانيف منها ... شاهدته وقرأت بعضها عليه.[٨]

## الأساتذة والتلاميذ
أساتذته:
ومن أهم أساتذة أمين الإسلام الطبرسي ومشايخه في الرواية:
- الشيخ أبو علي ابن الشيخ الطوسي.
- الشيخ أبو الوفاء عبد الجبار بن علي المقري الرازي.
- الشيخ الحسن بن الحسين بن الحسن بن بابويه القمي الرازي، جد منتجب الدين صاحب الفهرست.
- الشيخ موفق الدين الحسن بن الفتح الواعظ البكر آبادي.
- السيد أبو طالب محمد بن الحسين الحسيني القصبي الجرجاني.
- الشيخ أبو الفتح عبد الله بن عبد الكريم بن هوازن القشيري.
- الشيخ أبو الحسن عبيد الله محمد بن الحسين البيهقي.
- الشيخ جعفر الدوريستي

تلامذته:
إن تلامذة أمين الإسلام الطبرسي كثيرون ولكن نذكر بعض من اشتهر منهم:
- ولده رضي الدين أبو نصر حسن بن الفضل، صاحب كتاب مكارم الأخلاق.
- الشيخ رشيد الدين أبو جعفر محمد بن علي بن شهر آشوب.
- الشيخ منتجب الدين، صاحب الفهرست.
- القطب الراوندي.
- السيد فضل الله الراوندي، صاحب كتاب ( الخرائج والجرائح ).
- السيد أبو الحمد مهدي بن نزار الحسيني القايني.
- السيد شرفشاه بن محمد بن زيادة الأفطسي.
- الشيخ عبد الله بن جعفر الدوريستي
- الشيخ شاذان بن جبرئيل القمي.[5]

## مصنفاته
ومن مؤلفاته ما يلي:

تفسير مجمع البیان تأليف الشیخ الطبرسي يعتبر من أبرز التفاسير الشيعية.

- مجمع البيان في تفسير القرآن وهو يقع في عشرة مجلدات وله منزلة رفيعة عند الشيعة يضاهي منزلة «جامع البيان في تفسير القرآن» عند أهل السنة.[7]
- تفسير جوامع الجامع.
- الكاف الشاف من كتاب الكشاف وهو تلخيص لكتاب تفسير الكشاف للزمخشري.
- المستمد من البيان وهو منتخب لكتاب البيان للشيخ الطوسي.
- الوافي (في تفسير وعلوم القرآن).
- الوجيز (أيضًا في تفسير وعلوم القرآن).
- تاج المواليد وهو كتاب في الأنساب.
- إعلام الورى بأعلام الهدى
- الآداب الدينية للخزانة المعينية.
- النور المبين
- كنوز النجاح
- عدة السفر وعمدة الحضر.[5][8]